# Freezer Bowl

Nella National Football League, il Freezer Bowl è la partita valida come finale della American Football Conference tra i San Diego Chargers e i Cincinnati Bengals. La gara si tenne il 10 gennaio 1982 al Riverfront Stadium di Cincinnati e fu trasmessa da NBC. La sfida, vinta dai Bengals per 27–7, fu la più fredda della storia della NFL in termini di temperatura del vento. La temperatura dell'aria fu di −22,8 °C, ma la temperatura del vento, che soffiava a 43 km/h, fu di −50,6 °C secondo il metodo di calcolo utilizzato all'epoca.

## Antefatti
Malgrado i Bengals avessero vinto dominando per 40–17 contro i Chargers durante la stagione, il loro incontro nei playoff era atteso ad essere molto combattuto. L'attacco dei Chargers vedeva tre futuri membri della Pro Football Hall of Fame: il quarterback Dan Fouts, il ricevitore Charlie Joiner e il tight end Kellen Winslow. San Diego poteva contare anche su due running back di alto livello, Chuck Muncie, che aveva guidato la NFL con 19 touchdown su corsa, e il versatile rookie James Brooks, che chiuse la stagione con 2.093 yard totali. Anche l'attacco di Cincinnati aveva diverse stelle in attacco. Il quarterback Ken Anderson, due volte finalista della Pro Football Hall of Fame, era stato il miglior passatore della NFL, venendo premiato come MVP della NFL e come NFL Comeback Player of the Year Award. Il tight end Dan Ross, il running back Pete Johnson e il ricevitore rookie Cris Collinsworth erano largamente considerati tra i migliori giocatori della NFL nei rispettivi ruoli.  La linea offensiva dei Bengals vedeva la presenza dell'offensive tackle sinistro, futuro membro della Hall of Fame, Anthony Muñoz, premiato come miglior uomo di linea dell'anno.
Entrambe le squadre venivano da vittorie risicate nel turno precedente. Una settimana prima, i Bengals avevano vinto la loro prima gara di playoff di sempre contro i Buffalo Bills 28–21. I Chargers invece avevano battuto i Miami Dolphins ai tempi supplementati per 41–38, in una gara che stabilì diversi record di playoff e che divenne nota come “The Epic in Miami”, disputata nel caldo e nell'umidità di Miami. I Chargers si trovarono così ad affrontare condizioni climatiche opposte nella finale della AFC.

## La partita
La gara fu una delle poche della storia della NFL in cui la stessa squadra calciò per iniziare il primo e il secondo tempo. Cincinnati vinse il lancio della monetica e invece di ricevere il pallone, scelse di avere il vento gelido alle proprie spalle per iniziare la contesa, credendo così di neutralizzare il gioco sui passaggi di San Diego. Tale strategia diede i propri frutti, con Cincinnati che passò in vantaggio per 10–0 nel primo quarto. San Diego segnò il suo unico touchdown nel secondo, ma subì un'altra marcatura dei Bengals, che chiusero il primo tempo in vantaggio per 17-7. San Diego optò anch'essa per iniziare il secondo tempo ricevendo il pallone. Nel primo drive del secondo tempo i Chargers persero il quarto pallone di giornata. In seguito con un field goal Cincinnati si portò sul 20-7. L'ultima marcatura di giornata fu con Anderson che passò un touchdown da 3 yard a Don Bass, per il 27–7 finale. 
Fouts completò 15 passaggi su 28 per 185 yard e un touchdown, con due intercetti; il futuro membro della Hall of Fame notò che il clima di quel giorno gli rese particolarmente difficoltosa lanciare, aggiungendo di essere rimasto impressionato dall'abilità in quel contesto di Ken Anderson. Muncie fu il miglior corridore dell'incontro con 94 yard. Anderson completò 14 passaggi su 22 per 161 yard e 2 touchdown, senza subire intercetti. Johnson corse per 80 yard e un touchdown.
Come nota finale, il capo-allenatore di Cincinnati Forrest Gregg aveva già partecipato a una delle gare più fredde delle storia della NFL. Quando militava come giocatore con i Green Bay Packers nel 1967, Gregg disputò la famosa finale di campionato contro i Dallas Cowboys, divenuta nota come Ice Bowl. Sia Winslow che Ken Anderson dissero che l'effetto del vento fu così brutale da avere sentito i suoi effetti decine di giorni dopo. 

## Marcature
- CIN – FG Breech da 31 yard
- CIN – Harris su passaggio da 8 yard di Anderson (extra point segnato da Breech)
- SD – Winslow su passaggio da 33 yard di Fouts (extra point segnato da Benirschke)
- CIN – Johnson su corsa da 1 yard (extra point segnato da Breech)
- CIN – FG Breech da 38 yard
- CIN – Bass su passaggio da 3 yard di Anderson (extra point segnato da Breech)